# Germanismes dans le suisse romand
 (janvier 2023).
Si vous disposez d'ouvrages ou d'articles de référence ou si vous connaissez des sites web de qualité traitant du thème abordé ici, merci de compléter l'article en donnant les références utiles à sa vérifiabilité et en les liant à la section « Notes et références ».
 (janvier 2023).
- Si vous ne connaissez pas le sujet, laissez ce bandeau (vous pouvez alors contacter les auteurs).
- Si vous supprimez le contenu mis en cause (vous pouvez préalablement contacter les auteurs),

argumentez précisément cette suppression dans la page de discussion
(un manque de référence n'est pas un argument ; une recherche réelle de référence doit avoir été effectuée, être formellement documentée).
La conscience linguistique des Romands reconnaît peu (ou plus du tout) les emprunts faits au francoprovençal ou aux anciens dialectes locaux, aussi appelés patois. Mais ce n’est pas le cas en ce qui concernent les germanismes, c’est-à-dire les dialectes alémaniques. Ceux-ci sont directement reconnus dès lors qu’ils sont entendus ou exprimés en Suisse romande. Cela est dû au fait que la frontière linguistique est marquée par plusieurs régions germanophones, autant sur le territoire Suisse avec ses nombreux cantons alémaniques que par les pays voisins (Allemagne, Autriche, Liechtenstein). Ce qui a donc favorisé une importante migration sur le territoire helvète. Tous ces échanges culturels ont alors permis à des variantes de contact français-allemand de se développer. Cette migration a provoqué des inquiétudes chez les puristes romands. Ceux-ci ont alors appelé cette invasion : le « frallemand ». 
Cette inquiétude part des études menées sur le sujet du germanisme. Toutefois, celles-ci ne servent qu’à dénoncer l’entrée massive de « termes allemands corrompus ». De ce fait, les résultats sont à prendre avec précaution. En effet, il est difficile d’avoir un regard objectif du fait du peu d’études disponibles sur le thème du germanisme en français de Suisse. Les seules qui sont considérées comme fiables sont celles menées par Fischer et Tappolet dont les résultats ont montré tous les apports et les influences de l’allemand et des dialectes alémaniques. Ainsi, la langue standard en Suisse a ses particularités helvétiques qu’on ne rencontre peu ou pas du tout en dehors du territoire romand.
C’est pourquoi, les puristes romands ont commencé à traquer tout ce qui diffère de la Norme, c’est-à-dire la langue normée décrite dans les dictionnaires, les manuels de grammaires, etc. Ils ont tendance à considérer tout ce qui est déviant de la Norme comme étant un probable germanisme. Ce qui a engendré une attitude de rejet à la langue allemande et tout ce qui se rapproche de près ou de loin à l’allemand. Surtout si la morphologie et la syntaxe sont affectées. Ils se sont donc donnés pour mission de chasser tout ce qui serait susceptible de dénaturer en profondeur leur français standard.

## Études sur le germanisme
Au niveau de la perception que les Suisses romands font de leur français helvétique, certaines études présentées dans l’article de Matthey Marinette ont été menées pour faire ressortir les sentiments envers des phrases présentant des variations qui en sont par Normées : 
– La première étude montre que les emprunts ont une moindre importance contrairement aux éléments provenant du français de suisse romand. De plus, l’emprunt de termes des autres langues est inférieur aux termes germaniques dont eux-mêmes sont inférieurs aux éléments régionaux.
– La seconde étude montre que les germanismes ont influencé beaucoup de vocabulaire régional.
– La troisième étude montre que sur un certain nombre de germanisme connu, il n’y a qu’une partie dont la provenance est certifiée.
Tous ces résultats montrent quel rôle tiennent les germanismes sur le suisse romand, c’est-à-dire qu’il est modeste si nous comparons l’ensemble du lexique présent en Suisse romande. 

### Résultats des études
Au terme des diverses études menées[Lesquelles ?], il en est ressorti que les germanismes avaient une connotation négative. En effet, pour les Romands, les dialectes alémaniques sont apparentés à la laideur, aux sales besognes[style à revoir]. À la vérité, les termes allemands sont bien plus expressifs car ceux-ci permettent d’exprimer des nuances que le français standard ne connaît pas[non neutre], afin d’oraliser de manière brève et concise en un minimum de mots[Selon qui ?]. 
Toutefois, depuis la fin de la Première Guerre mondiale, les emprunts provenant du côté germanique auraient diminué. Seuls certains mots persistent encore dans le vocabulaire helvète, recense une étude menée par Knecht. Mais rien ne prouve que le suisse romand soit envahi par le germanisme.[Selon qui ?] Cette impression d’envahissement se trouve seulement chez les locuteurs romands. Ce qui peut donner lieu à des tensions identitaires malgré le peu de conflits qu’il y a entre les romands et les alémaniques au niveau des relations.  
Cette peur de la contamination du français par l’allemand[style à revoir] est ressentie comme réelle pour les Romands[réf. nécessaire]. C’est pourquoi, en opposition au français germanisé, ils ont mis en place le terme de « français fédéral ». Ce simple fait démontre leur désir profond de vouloir appartenir à la communauté francophone, et ils idéalisent la pureté de la langue. Pour ce faire, ils essaient de se démarquer d’une manière ou d’une autre des Alémaniques, sans pouvoir y parvenir. Ainsi, ils se sentiraient menacés et auraient développé une méfiance vis-à-vis de la langue allemande en général. 
Cette méfiance va alors provoquer une insécurité linguistique face à la stigmatisation des variantes régionales, et faire douter les Romands sur leur propre façon de s’exprimer[Selon qui ?]. Cette lutte se base donc sur deux choses. Tout d’abord, les Romands cherchent à marquer leur appartenance à la communauté francophone. Pour cela, ils vont rejeter tout ce qui touche à l’allemand. Mais en même temps, ils cherchent à valoriser leur identité romande en se démarquant de la francophonie. Ce qui amène alors les Romands à ressentir une certaine phobie du germanisme. 
Cette insécurité linguistique est d’ailleurs accentuée par les Français qui ont une part de responsabilité. En effet, ceux-ci semblent s’étonner de constater que les Romands soient capables de parler français alors que la Suisse romande est entourée par des cantons et des pays germanophones. Ils seraient en droit de se dire que les Romands auraient plus tendance à s’exprimer en allemand qu’en français. Mais l’histoire linguistique de la Suisse a pu prouver que ce n’était pas le cas puisqu’il n’y a jamais eu le désir d’envahir l’autre pour changer les habitudes linguistiques en forçant les minorités. Le suisse romand a donc su montrer, garder et évoluer cette grande stabilité franco-allemande acquise au fil des siècles et des échanges interculturels entre les francophones romands et les germanophones. 

#### Phobie du germanisme
Toutes les particularités présentes dans le français de Suisse romande ont amené les Romands à ressentir une insécurité linguistique[Selon qui ?]. Néanmoins, ils sont conscients de cet état de fait puisqu’ils continuent d’utiliser des expressions régionales malgré des usages non uniformes par rapport à la langue française standard. Pour déterminer jusqu’où les Romands pouvaient ressentir cette insécurité, des études ont été menées[Lesquelles ?]. La méthode consistait à proposer des expressions non standard au français à des Neuchâtelois et à des Bâlois. Les communautés romandes et alémaniques ont toutes deux été sollicitées. Les participants étaient amenés à juger sur une échelle de 1 à 7 une liste d’expressions régionales et standards. Les résultats ont montré que seuls les germanismes étaient perçus comme des termes défavorables. Par exemple, dans la liste des Neuchâtelois figurait le terme Spielgruppe qui signifie atelier de jeux pour enfants. Ce terme est courant dans la Suisse alémanique. Cependant, en dehors de la zone germanophone, il est rejeté massivement car non reconnu par les francophones. Une hypothèse a donc été émise, celle de l’existence d’une certaine phobie des germanismes. 
Un second exemple est l’expression très utilisée[réf. nécessaire] : elle lui aide. Celle-ci provient du calque allemand helfen + datif. Tout d’abord, elle a été présentée aux participants et son origine n’a pas été mentionnée. Elle a été acceptée bien qu’elle ait été reconnue comme fautive car elle restait compréhensible d’où l’acceptation des francophones. Ensuite, cette même expression a à nouveau été présentée mais avec la mention de son origine cette fois. Les résultats ont montré le rejet. 
Ces deux études[Lesquelles ?] ont donc montré que tous les termes influencés à un moment donné par l’allemand sont peu acceptés dans la communauté francophone romande. De ce fait, l’hypothèse s’est vérifiée : il existe bel et bien une phobie des germanismes. Ceci amène donc les puristes romands à voir du germanisme partout. Et dès lors qu’une expression est ressentie comme déviante, elle est directement mise dans la case « germanisme », qu’importe son origine.

## Terme de «germanismes»
Pour faire face au français standard, la dialectologie romande[réf. nécessaire] a distingué quatre sources principales qui expliquent les variations présentes dans le suisse romand : 
– Les archaïsmes du français. En effet, la Suisse tout comme les régions francophones en périphérie sont conservatrices, et ont donc préservé certaines caractéristiques alors qu’en France, ces mêmes caractéristiques ont évolué jusqu’à se neutraliser dans certains cas. 
– Les traces du contact avec les dialectes. Jusqu’à ce que le français prenne de l’ampleur sur le territoire romand, les villageois ne s’exprimaient qu’en patois de leur village d’enfance. Dès l’entrée du français, il y a eu un mélange linguistique entre les différents parlés patoisants et français. Et les patois ont ainsi perdus de leur superbe face au français qui s’est imposé. Ils sont donc devenus des héritages linguistiques transmis des grands-parents aux enfants, aux petits-enfants, etc. dans certaines communes comme c’est le cas encore à Évolène. 
– Les traces du contact avec l’allemand. Il s’agit de toutes les traces qui se rapprochent de près ou de loin à la langue allemande et/ou à ses dialectes. 
– Les statalismes. Ce sont des termes, des expressions, etc. qui sont liés à tout ce qui s’apparente à l’organisation de l’État comme l’administration, l’armée, etc. 
Néanmoins, sous le terme de « germanisme », il existe différents types d’emprunts, aussi appelé emprunt à l’allemand, qui ont pu amener à enrichir le lexique du français suisse romand.
Le premier d’entre eux est celui qui a un chemin d’emprunt direct. C’est-à-dire qu’un terme sera pioché dans le lexique germanique puis amené dans le lexique suisse romand. Durant ce processus, le mot se francise pour qu’il puisse être prononcée avec les intonations francophones : l’ovomaltine est une boisson à base de malt préparée avec du lait et est très connue, etc. 
Le deuxième type d’emprunt a été effectué au moment où les agriculteurs et les industriels ont émergé en masse en Suisse romande. Ceux-ci ont alors amené un bagage lexical typique de leur domaine. Ce qui a donc pu faciliter les échanges d’éléments germanophones en les acceptant dans le lexique suisse romand. Tout ceci s’est fait de manière indirect, sans vraiment réfléchir, acceptant juste les termes au fil du temps du fait de sa fréquence importante d’utilisation : rösti (des galettes de pommes de terre), leckerli (des petits gâteaux au miel, fruits confits et amandes dont le goût est proche du pain d’épices), etc. C’est d’ailleurs ici que certains termes peuvent avoir des origines très lointaines pour certains mots. 
Le troisième type d’emprunt est celui qui a permis d’enrichir le lexique des institutions, de l’armée, de l’administration fédérale, etc. C’est un phénomène qui est appelé la convergence linguistique. En effet, du fait des nombreux contacts bilingues allemand-français, il y a eu des prêts morphologiques et syntaxiques qui se sont faits. C’est-à-dire que les francophones ont pris des termes germanophones pour désigner les réalités helvétiques : landwehr, landsturm, cours de répétitions, conseil fédéral[pertinence contestée], etc.
Le quatrième type est celui de l’interférence. En suisse romand, il existe beaucoup d’expressions et de mots archaïques du français standard et qui perdurent. Ceux-ci se maintiennent grâce l’interaction bilingue allemand-français. En effet, en Suisse romande, il n’est pas rare d’entendre encore le mot benzine, qui est tombé en désuétude en français standard, pour parler d’essence. Mais grâce au contact de l’allemand, les deux termes continuent de cohabiter dans le parler de suisse romand. Toutefois, il ne faut pas généraliser. Par exemple, le cas du costume de bain signifie maillot de bain. Ils sont des calques directs de l’allemand Badeanzug et Badhose. Le premier terme, soit costume de bain, est tombé en désuétude en France qui a gardé le terme de maillot de bain, alors qu’en Italie, il persiste sous costume da bagno. 
Le cinquième et dernier type est un cas particulier. En effet, tout comme le français a pioché des termes lexicaux germanophones, l’allemand a également pioché des termes francophones pour les inclure dans son lexique. Et ces mots sont revenus dans le lexique français après un certain temps mais avec un sens nouveau et totalement différent qu’ils avaient au départ : délicatesse est une charcuterie fine en Suisse romande et qui provient de l’allemand Geschäft für Obst und Delikatessen alors que son origine française désigne plutôt quelque chose de fin, de délicat. C’est ce qu’on appelle un emprunt de retour, ou calques sémantiques, comme le désignent les Suisses romands.